# Вінфілд (Теннессі)
Вінфілд (англ. Winfield) — місто (англ. town) в США, в окрузі Скотт штату Теннессі. Населення — 947 осіб (2020).

## Географія
Вінфілд розташований за координатами 36°34′2″ пн. ш. 84°26′34″ зх. д. / 36.56722° пн. ш. 84.44278° зх. д. (36.567121, -84.442884).  За даними Бюро перепису населення США в 2010 році місто мало площу 16,44 км², з яких 16,41 км² — суходіл та 0,03 км² — водойми.

## Демографія
Згідно з переписом 2010 року, у місті мешкало 967 осіб у 365 домогосподарствах у складі 270 родин. Густота населення становила 59 осіб/км².  Було 422 помешкання (26/км²).
Расовий склад населення:
| - 97,8 % — білих - 0,4 % — корінних американців - 0,2 % — чорних або афроамериканців - 0,1 % — азіатів |

До двох чи більше рас належало 1,3 %. Частка іспаномовних становила 0,2 % від усіх жителів.
За віковим діапазоном населення розподілялося таким чином: 27,5 % — особи молодші 18 років, 61,7 % — особи у віці 18—64 років, 10,8 % — особи у віці 65 років та старші. Медіана віку мешканця становила 35,8 року. На 100 осіб жіночої статі у місті припадало 99,4 чоловіків;  на 100 жінок у віці від 18 років та старших — 95,8 чоловіків також старших 18 років.
Середній дохід на одне домашнє господарство  становив 31 845 доларів США (медіана — 23 466), а середній дохід на одну сім'ю — 38 054 долари (медіана — 26 591). За межею бідності перебувало 33,2 % осіб, у тому числі 42,9 % дітей у віці до 18 років та 20,0 % осіб у віці 65 років та старших.
Цивільне працевлаштоване населення становило 258 осіб. Основні галузі зайнятості: освіта, охорона здоров'я та соціальна допомога — 20,2 %, роздрібна торгівля — 18,6 %, виробництво — 11,2 %, науковці, спеціалісти, менеджери — 10,1 %.